# Pavetta ixorifolia
Pavetta ixorifolia är en måreväxtart som beskrevs av Cornelis Eliza Bertus Bremekamp. Pavetta ixorifolia ingår i släktet Pavetta och familjen måreväxter. Inga underarter finns listade i Catalogue of Life.